# Lázaro Castro
Lázaro Castro Terry (ur. w 1965) – kubański szpadzista, brązowy medalista mistrzostw świata.
Podczas mistrzostw świata w Denver w 1989 roku Kubańczycy w składzie: Lázaro Castro, Nelson Loyola, Wilfredo Loyola, Pedro Merencio i Carlos Pedroso wywalczyli brązowy medal. Był też między innymi czwarty drużynowo na mistrzostwach świata w Lozannie (1987) i mistrzostwach świata w Atenach (1994) oraz szósty indywidualnie na mistrzostwach świata w Sofii (1986).
Nigdy nie wziął udziału w igrzyskach olimpijskich.
Ponadto zdobył złote medale drużynowo na igrzyskach panamerykańskich w Indianapolis (1987), igrzyskach panamerykańskich w Hawanie (1991) i igrzyskach panamerykańskich w Mar del Plata (1995). W 1991 roku zdobył też złoty medal w turnieju indywidualnym.